# دیوید مارتین (بازیکن فوتبال)
دیوید مارتین (انگلیسی: David Martot؛ زادهٔ ۱ فوریهٔ ۱۹۸۱) بازیکن فوتبال اهل فرانسه است.
از باشگاه‌هایی که در آن بازی کرده‌است می‌توان به باشگاه فوتبال لو آور و باشگاه فوتبال برایتون اند هوو آلبیون اشاره کرد.